# Marikó légykapó
A marikó légykapó (Bradornis mariquensis)  a madarak osztályának verébalakúak (Passeriformes) rendjébe és a légykapófélék (Muscicapidae) családjába tartozó faj.
A magyar név forrással nincs megerősítve.

## Előfordulása
Angola, Botswana, a Dél-afrikai Köztársaság, Namíbia, Zambia és Zimbabwe területén honos. Szavannák lakója.

## Alfajai
- Bradornis mariquensis acaciae
- Bradornis mariquensis mariquensis
- Bradornis mariquensis territinctus

## Megjelenése
Testhossza 18 centiméter, testtömege 24 gramm.

## Életmodja
Tápláléka rovarokból áll, lepkéket, méheket, darazsakat, sáskákat és a hangyákat eszi.